# 魈 (原神)
魈是米哈游開發的电子游戏《原神》中的虛構角色，在2020年遊戲公測後，主線劇情的璃月篇中登場，2021年成為可玩角色。他是遊戲中虛構國家璃月的仙人，是璃月僅存的護法夜叉。魈的背景設定參考了中國明清神魔小說中的護法神華光天王，其佩戴的面具則參考自傳統舞蹈「儺舞」的面具。魈的角色塑造和劇情中的表現得到評論員的好評，英語配音則受到批評。

## 创作与设计
魈最早在遊戲1.0版本的主線劇情的璃月篇中作為非玩家角色登場，後於遊戲1.3版本中以可玩角色推出。米哈遊在2021年1月22日1.3版本前瞻直播中首次宣佈魈的角色玩法和釋出時間；隨後於1月27日釋出劇情預告片「护法仙众夜叉录」，講述魈和其他護法夜叉的背景故事。米哈遊於2月2日釋出魈的角色玩法演示預告片《捷疾之業》；次日遊戲1.3版本上線，米哈遊同步釋出魈的詳細玩法介紹影片。米哈遊還為魈推出了專屬武器「和璞鳶」。
在製作組的設定中，魈是首位推出的璃月「三眼五顯仙人」角色，卻又不同於其他仙人，常以人類形態出現，故製作組選擇了為魈佩戴神之眼。魈的名字和背景設定參考了中國明清神魔小說中的護法神華光天王（五顯靈官），也參考了包括山魈在內的五通神。魈的角色玩法則參考了佛教「夜叉」迅捷、輕巧的形象。魈的人物內核也參考自「靈官從善」、「夜叉護法」等惡神向善的故事原型，另外還基於夜叉的意象，拓展了「為帝君護法」的人物設定。魈的稱號和動物形象則出自《藥師經》「十二夜叉大將」中掌管雞生肖的迷企羅大將，其坐騎神獸為印度神話中的金翅鳥迦樓羅。

魈的早期設計與最終形象的對比。

在製作組的設定中，魈為守護璃月安寧的少年戰士。其在海燈節期間登場，也對應中國春節「驅逐年獸」的傳統民俗。魈的最初原畫由CiCi創作，是製作組最早設計出的璃月角色之一。在角色外觀設計上，最初魈的外觀設計更偏向傳統意義上的溫柔和藹的仙人，主色調為紅色；美術設計師結合冷酷寡言的守護者設定，主基調改為了青色和白色，也與其風元素能力相呼應，下半身則改為紫色的深色調，強調其身上常年與附著「魔神殘渣」的怪物戰鬥而沾染上的邪氣。同樣的設計思路還包括魈的墨綠色頭髮上點綴的淺色挑染，以及攻擊動畫中深淺青色交錯的光粒子特效。魈的腿部、袖口和肩部佩戴了玉佩等小物件以增加魈的年代感，服裝造型上則為了突出少年感選擇了現代風格的設計。魈的服飾以貼身的戰鬥護甲為主，點綴有降魔杵、小香爐等法器，衣服上還加入了前後擺、飄帶等裝飾，突出便捷與飄逸感。魈作為護法夜叉，在戰鬥時佩戴夜叉面具。魈的面具設計參考自中國原始時期的傳統舞蹈「儺舞」所佩戴的面具「儺面」，配色上選擇了黑、藍、金，面容突出增強氣勢的猙獰恐懼形象。魈的角色戰鬥動作參考自多部武俠題材的影視作品，包括電影《龍門飛甲》、《狄仁傑之神都龍王》等，採用動作捕捉技術製作。在音樂原聲帶的製作上，HOYO-MiX音樂製作人苑迪萌表示，製作組選擇複用與魈關聯的動機來營造熟悉感，包括角色玩法預告片《捷疾之业》、過場動畫《生死一刹》等。
魈的日語配音为松岡禎丞。松岡禎丞認為，隱藏於其冷酷的外表之下，魈其實心中有著熱血的部分，他把存活至今的經驗之類包覆在自己周身；故考慮到他的經歷和仙人的立場，以及非常沉著的性格特點，松岡在配音的過程中選擇故意將聲音壓得很低。魈在與不同人交流的時候因為不同的身份而展現出不同的情感，或溫柔、或嚴肅，松岡在現場配音時也儘量表現得有所不同。魈的華語配音为kinsen，英語配音为納萊拉·貝爾津什。魈的韓語配音原为鄭柚美（她也是遊戲中角色北斗的配音員），後自1.2版本起改為沈揆赫。

## 作品中表现

### 角色故事
魈是璃月的僅存的護法夜叉，是岩神麾下五位「仙眾夜叉」之一的金鵬大將，常被尊稱為「降魔大聖」。在魔神戰爭之前，魈曾被另一魔神所奴役，殘忍殺戮、犯下諸多罪業；後來，岩神擊敗了奴役夜叉的魔神，解放了他，並賜名為「魈」。之後，魈為報答岩神恩情，受岩神任命，與其他夜叉一起守護璃月。魔神死後，其怨念匯聚而滋生汙穢、幻象，危害璃月的安全。魈長期與魔神殘渣滋生的幻象戰鬥，也被其汙染而承受著灼心蝕骨的痛苦。風神曾在荻花洲救下被魔神怨念擊倒的魈，故魈也尊風神為救命恩人。魈的夜叉友人皆於幾百年前離去，而他也甘願為守護他人而犧牲。
在遊戲主線劇情中，魈從旅行者（玩家）口中得知了岩神的死訊，與其他仙人會合後前往璃月港找人類政府組織「璃月七星」興師問罪。此時至冬國愚人眾解開了遠古魔神的封印，召來了魔神奧賽爾欲摧毀璃月港，故興師問罪一事被迫暫停，眾人合力將奧賽爾擊退，後雙方和解。
在間章·第二幕「危途疑蹤」的劇情中，為了調查在層岩巨淵中戰死的無名夜叉，魈前往層岩巨淵地下深處被封印的空間，遇到誤入的旅行者眾人。眾人合力找到無名夜叉的蹤跡，得知其為曾經「仙眾夜叉」之首的浮舍。眾人隨後協力破開封印、逃出地下空間，千鈞一髮之際魈卻力量耗盡，魈當即決定犧牲自己將眾人送上地表，最後他在岩神的幫助下得救。

### 角色玩法
魈是五星風元素長柄武器角色。魈的元素戰技可以在空中快速閃避，並攻擊閃避方向上的敵人；魈的元素爆發使其進入強化狀態，可以跳躍到相當的高度，從而便於進行下落攻擊。

## 反响与评价

### 角色塑造
在角色設計上，TheGamer評論員潔西卡·克拉克·狄倫評價魈為《原神》中最令人難過的角色之一。身為璃月最後一位夜叉，內心的壓力給魈的心中帶來難以彌補的空洞；但他同時也有善良純真的一面，當主角向他表示感謝時他顯得特別開心，也對與主角同行感到高興。游戏葡萄評論員灰信鸽評價魈是一個外顯和內在兩個面相存在矛盾的角色。魈身為仙人，冷峻高傲，有著難以接近的疏遠感，但從主角用杏仁豆腐吸引魈前來的橋段開始，魈純真善良、不善交際的一面逐漸展現出來，他對主角十分關心，在主角陷入危機時伸出援手。這樣的性格特點也與魈的背景設定相呼應，作為璃月的守護者，雖然遠離人事，但享受璃月的熱鬧與和諧。魈受困於自己的過往，不知道如何面對新的關係、害怕自己的殺意傷害到別人，因此對新的人際關係既渴望又害怕，在遠處守望他人。遊戲「危途疑蹤」的劇情進一步刻畫了魈過往的牽絆和執念，最終在做出選擇之後，魈與自己和解，角色的「內外標籤完成了統一」，人物塑造深刻細膩。
雅虎新聞評論員Yan Ku稱讚《原神》對魈在「危途疑蹤」劇情中的角色塑造。在「危途疑蹤」的劇情中，魈提出希望通過犧牲自己來換取同伴們逃出封印空間，這印證了他一直以來對「終極犧牲」的執念。而在劇情中遭遇相似經歷的夜蘭則給出了不同的答案，否定了「終極犧牲」。在「危途疑蹤」劇情最後的高潮部分，魈果然耗盡自己的全部體力將同伴送出了封印空間而墜入深淵，令人揪心。最終魈在主角的安慰下與自己和解，認識到逝去的夜叉並非命運的遇難者，而是為守護而做出貢獻的英雄。擺脫了倖存者內疚的他經過了整整一個章節的塑造，逐漸對關愛他的人敞開心扉。
對於魈的英語配音，Kotaku評論員姜思琪批評其太有攻擊性，語氣像是忍無可忍，而華語配音則比較溫柔、冷漠、不在乎。這樣的配音差異可能與配音導演對角色的理解有關，也有文化差異的成分，但姜思琪認為主要還是英語配音用力過猛，導致情感太過突出。

### 玩法設計
對於角色的戰鬥玩法設計，Destructoid、Rock Paper Shotgun、Pocket Tactics、Screen Rant都表示魈作為攻擊型角色，玩法十分獨特，戰鬥能力強大。Screen Rant、Pocket Tactics、Rock Paper Shotgun、TheGamer還提到魈施放大招之後會進入強化狀態，但此時會持續消耗生命值。TheGamer評論員奇安·馬赫稱讚魈的戰鬥玩法和快速移動能力，是當下遊戲中速度最快的角色，讓他非常感興趣。據Screen Rant評論員科迪·格拉韋爾報道，Reddit論壇玩家發現了魈的一個程式錯誤，通過頻繁點擊閃避鍵，讓魈得以無限使用技能在空中懸浮。科迪·格拉韋爾表示這個程式錯誤側面印證了魈玩法本身就十分有趣。

### 文化影響
魈受到玩家的喜愛，一些玩家通過二次創作繪畫或影片、角色扮裝等方式表達對角色的喜愛。據遊戲葡萄報道，2021年2月3日魈首次作為可玩角色釋出時，當日移動端營收超過1500萬美元。在一年之後的遊戲2.7版本期間，魈與夜蘭一齊推出的卡池再次突破紀錄，上線當日iOS端營收超980萬美元，首周營收超2200萬美元。自遊戲推出以後的每年的4月17日，玩家都會為魈慶祝生日，更在bilibili、YouTube等平臺為其舉辦長達半小時的同人「生日會」；2024年部分玩家還租下了咖啡店、燈光秀、武漢裸眼3D熒幕、上海地鐵、秋葉原廣告牌、美國時報廣場廣告牌等，為魈慶祝生日。2023年1月，米哈遊釋出「诸苦无隙」預告短片後引發了玩家的熱烈討論。一些玩家對遊戲中兒童角色七七如何背起魈提出各種猜想，甚至繪製成二次創作圖片等。
2022年10月，美國密西根州一國中二年生繪製的板報引發爭議，原因之一是板報中用簡筆畫繪製了《原神》中魈的面具圖案，被保守主義者誤認為是帶有仇恨意味的撒旦圖案。最終學校發佈聲明表示將保留板報初版设计中的內容，但删除了包括面具在内的部分图案。Kotaku評論員姜思琪表示魈面具設計所參考的儺面並非西方文化，保守主义者的行为表现了其在面对「非白人文化」时的狭隘。相信當《原神》越來越進入主流視野後，西方會更接受來自不同文化的影響。

## 外部連結
- bilibili上的《原神》角色演示- 「魈：历劫祓恶」
- bilibili上的《原神》拾枝杂谈-「魈：降魔大圣」